# Pop 'til You Drop!
Pop 'til You Drop! é o terceiro álbum de estúdio do grupo pop sueco A*Teens, lançado em 18 de junho de 2002 nos Estados Unidos e em alguns países europeus e da América Latina.
Gravado entre 2001 e 2002 em Estocolmo, na Suécia, apresenta sonoridade mais voltada para o pop norte-americano, em vez de apenas Europop. Alguns arranjos incluem gêneros como reggae, música latina, R&B e rock. Pela primeira vez, os A-Teens participaram da composição das faixas e do design do álbum e do próprio figurino.
O lista de faixas consiste em dez canções originais e inéditas e duas canções cover uma delas sendo a da música "This Year" de Chantal Kreviazuk, que mais tarde apareceria na trilha sonora do desenho animado Kim Possible,  produzido e exibido pela Disney Channel, em 2002.
Os críticos de música dividiram-se em relação ao álbum em suas resenhas. Enquanto o site PopMatters elogiou a sonoridade oitentista e, junto com o Plugged In, considerou as letras apropriadas para pessoas mais jovens, Alex Henderson, do site AllMusic, fez uma crítica desfavorável, avaliando-o com duas estrelas de cinco e escrevendo que as boas faixas são uma exceção a regra e que o trabalho parecia tentar emular os trabalhos de artistas como Backstreet Boys, 'N Sync e Britney Spears.
Comercialmente, o álbum tornou-se um sucesso. Alcançou a posição de # 45 na parada Billboard 200, o melhor desempenho com um de seus álbuns na tabela. O pico foi atingido após o grupo iniciar sua turnê no país, a também intitulada Pop 'Til You Drop!.

## Singles
Can't Help Falling in Love foi escolhida como o primeiro single do álbum e integrou a trilha sonora do filme de animação e de longa-metragem dos estúdios Disney, Lilo & Stitch, que foi lançado em 2002. Com isso, a música teve dois videoclipes dirigidos por Gregory Dark, cujas filmagens ocorreram em Los Angeles, Califórnia, a saber:
A "versão Disney", como os fãs a denominaram, traz cenas do filme e também cenas dos A-Teens com vestimentas de praia. A "versão A-Teens" apresenta o grupo em fundo branco com diferentes close-ups e coreografias, além de cenas com cachorros e fantasias diferentes. Posteriormente, a faixa seria incluída na compilação de pop adolescente Disney Girlz Rock.
Nas paradas de sucesso, o single teve pico na posição de número 12 na Suécia,, número 35 na Austrália e número 50 nos Países Baixos.
Floorfiller foi lançado como segundo e último single, em 15 de julho de 2002 nos Estados Unidos. A faixa foi escrita por Grizzly, Tysper e Mack, que já haviam trabalhado com o grupo em várias canções de seu segundo álbum de estúdio, Teen Spirit, incluindo "Upside Down" e "Halfway Around the World".
O videoclipe foi dirigido por Sanaa Hamri e as filmagens ocorreram no Loft, um clube em Los Angeles. Os A-Teens participaram da criação do conceito do vídeo, que foi coreografado por Charles Klapow, que mais tarde seria o coreógrafo do filme original do Disney Channel, High School Musical, de 2006.
No país natal dos A*Teens, a música atingiu o pico a posição de número 4, na parada musical semanal, e apareceria nas tabelas de 2002 e 2003 como uma das músicas mais tocadas nos anos citados, nas posições de número 31 e número 45, respectivamente. O sucesso foi condecorado com um disco de ouro no país, por mais de 15 mil cópias vendidas do single físico. Outros países onde apareceu nas paradas são Alemanha, na posição de número 33, na Áustria na posição de número 46, e também em primeiro lugar na Radio Disney, dos Estados Unidos.

## Lista de faixas
Créditos adaptados do encarte do CD Pop 'til You Drop!, de 2002.
| N.º | Título                                  | Compositor(es)                                                              | Duração |  |
| 1.  | "Floorfiller"                           | Gustav Jonsson, Markus Sepehrmanesh, Tommy Tysper                           | 3:13    |  |
| 2.  | "Can't Help Falling in Love"            | George David Weiss, Hugo Peretti, Luigi Creatore                            | 3:04    |  |
| 3.  | "Let Your Heart Do All the Talking"     | Johnson, Sepehrmanesh, Tysper                                               | 3:24    |  |
| 4.  | "Closer to Perfection"                  | Alexandra Talomaa                                                           | 3:11    |  |
| 5.  | "Hi and Goodbye"                        | Anders Wikström, Fredrik Thomander                                          | 4:13    |  |
| 6.  | "This Year"                             | Billy Steinberg, Leah Andreone, Marti Frederiksen                           | 2:52    |  |
| 7.  | "Slam"                                  | AJ Junior, Dhani Lennevald, RedOne, Sara Lumholdt, Savan Kotecha, ShawnDark | 3:04    |  |
| 8.  | "Cross My Heart"                        | Johnson, Sepehrmanesh, Tysper, Marie Serneholt                              | 3:35    |  |
| 9.  | "Singled Out"                           | AJ Junior, Lennevald, RedOne, Kotecha, ShawnDark                            | 4:13    |  |
| 10. | "Oh, Oh...Yeah"                         | David Eriksen, Tom Nichols                                                  | 3:04    |  |
| 11. | "In the Blink of an Eye"                | Tremolo, Serneholt                                                          | 3:30    |  |
| 12. | "School's Out" (featuring Alice Cooper) | Alice Cooper, Dennis Dunaway, Glen Buxton, Michael Bruce, Neal Smith        | 3:02    |  |

## Tabelas

### Tabelas semanais
| Tabela musical (2002)          | Melhor posição |
| ------------------------------ | -------------- |
| Estados Unidos (Billboard 200) | 45             |